# Єгричка
Єгричка (серб. Јегричка / Jegrička) — річка на півночі Сербії, у південній частині Бачки в автономному краї Воєводина. Площа водозбірного басейну цієї річки близько 144 200 га, довжина водозбірного басейну в напрямку захід-схід близько 100 км, ширина близько 14,5 км.

## Течія річки
Єгричка — найбільша річка на південній лісовій терасі Бачки. Колись найдовша автохтонна річка у Воєводині, вона не має класичного джерела і являє собою систему сполучених ставків, через які вода тече до свого впадіння в річку Тиса. Забезпечується водою з кількох западин на південь від Деспотово, де лежить його природне джерело.
Поблизу Деспотово рукави річки Єгрички зливаються і утворюють унікальний водотік, який на 37-му кілометрі біля Жабаля впадає в Тису.
Починаючи з району Пивниці, Силбаш, Параге, Ратково і Деспотово, річка продовжується повз Рівне Село, Змаєво і Сирига, а також канали Дунай-Тиса-Дунай і Малим Бацьким каналом.
Біля Темерина Єгричка ділиться на дві частини. Однією частиною тече на північ, протікає повз село Господинці й закінчується в болотах навколо Жабаля. Друга частина живить ставок біля Жабаля, розміром 0,98 км², тече на південний схід і впадає в Тису біля Юрішної Гумки.
Згідно з останніми нормативними актами, Єгричка була включена до великої гідросистеми DTD, яка втратила характеристики природного стоку, тому нині вона здебільшого каналізована як частина згаданої системи. Його нижня течія завдовжки близько 15 км — тепер став, у якому є чотири острови-балки. Згідно з регулюванням, на цій річці побудовані такі споруди: водозбірна гребля Деспотово, водоскид у Змаєво для регулювання рівня води, гребля Жабаль та насосна станція на гирлі річки Єгричка в Тисі. Завдяки цим спорудам водний режим Єгрички є не природним, а контрольованим. Водний режим є одним із найважливіших факторів розвитку живого світу.